# Chelveston
Chelveston – wieś w Anglii, w hrabstwie Northamptonshire, w dystrykcie (unitary authority) North Northamptonshire. Leży 27 km na północny wschód od miasta Northampton i 97 km na północ od Londynu. W 2001 miejscowość liczyła 541 mieszkańców.